# BMW Compact
O BMW Compact é um modelo compacto de 2 portas que foi produzido pela BMW entre 1993 a 2000. A versão inicial foi produzida com base no BMW E36, sendo substituída posteriormente por uma versão baseada no BMW E46 que possuía identidade visual dianteira e traseira distinta da Série 3. Saiu de linha em 2005 com a chegada da Série 1.